# Nelson Peery
Nelson Peery (* 22. Juni 1923; † 6. September 2015 in Chicago) war ein US-amerikanischer Autor und politischer Aktivist. Peery war Mitglied mehrerer kommunistischer Organisationen wie der Kommunistischen Partei der USA (CP-USA), des Provisional Organizing Committee to Reconstitute the Marxist-Leninist Party (POC), der Communist League (CL), der Communist Labor Party (CLP) und der League of Revolutionaries for a New America (LRNA). 

## Schriften
- Black Radical: The Education of an American Revolutionary, 1946–1968; ISBN 978-1595581457 (2007)
- The Future Is Up To Us: A Revolutionary Talking Politics with the American People (2002)
- Moving Onward: From Racial Division to Class Unity with Brooke Heagerty; ISBN 9780967668703 (2000)
- Black Fire: The Making of an American Revolutionary (1994)
- Entering an Epoch of Social Revolution (1993)
- African American Liberation and Revolution in the United States (1992)
- The Negro National-Colonial Question (1975)